# Tenar

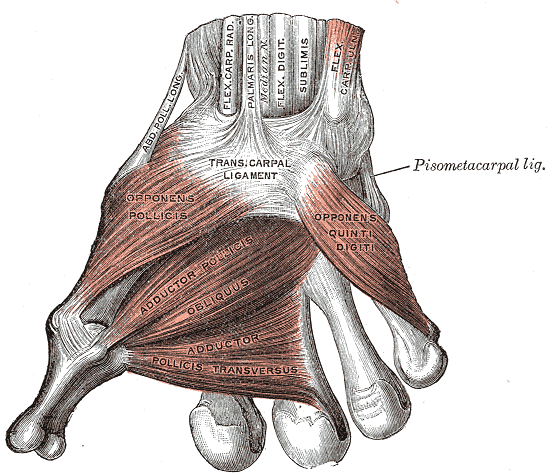
Tummens muskler.
Illustration: Gray's Anatomy, 1918. (PD)

Tenar (latin: thenar) är, i människans kropp, en muskelgrupp på handen (manus) palmara sida som för tummen (pollex) isär (abducerar) och ihop (adducerar) med handen samt som kan föra tummens spets längs med lillfingret (digitus minimus) (opposition).
Tenar består av fyra muskler:
M. abductor pollicis brevis är tenars mest ytliga muskel. Den har sitt fäste på basen för tummens första falang och kan föra tummen bort från den övriga handen (abduktion).
M. flexor pollicis brevis följer m. abductor pollicis brevis ulnart och böjer (flexerar) tummen.
M. opponens pollicis täcks nästan helt av de två föregående musklerna. Det är en triangulär muskel med fäste längs med hela första metakarpalbenets (os metacarpalis) radiala sida. M. opponens pollicis påbörjar oppositionsrörelsen.
M. adductor pollicis är en solfjäderformad muskel som har sitt bredaste ursprung längs med tredje metakarpalbenets (ossa metacarpalia III) radiala sida och fäster i basen på tummens grundfalang. M. adductor pollicis är den djupast liggande av muskelgruppens muskler och kan föra tummen mot handen (adduktion).
Innervationen av tenar sker genom n. medianus som också innerverar lumbrikalmusklerna. Handens övriga muskler innerveras av n. ulnaris.